# Guerra hispano-estadounidense en Puerto Rico
La ofensiva guerra hispano-estadounidense en Puerto Rico comenzó el 12 de mayo de 1898, cuando la Armada de los Estados Unidos bombardeó San Juan, la capital de Puerto Rico. Aunque los daños infligidos a la ciudad fueron mínimos, los estadounidenses fueron capaces de establecer un bloqueo de la bahía de San Juan. Dos barcos españoles contraatacaron el 22 de junio, pero fueron incapaces de romper el bloqueo.

## Resumen
El 25 de julio, el General Nelson A. Miles, con 3300 soldados, desembarcó en Guánica comenzando la ofensiva terrestre. Las tropas de EE. UU. encontraron resistencia a comienzos de la invasión. La primera escaramuza entre los estadounidenses y las tropas españolas y puertorriqueñas se produjo en Guánica, y la primera resistencia armada se produjo en Yauco en lo que se conoce como el Combate de Yauco. Este encuentro fue seguido por los combates de Fajardo, Guayama, Coamo, Hormigueros y por el Combate de Asomante en Aibonito.
El 9 de agosto de 1898, las tropas norteamericanas que perseguían las unidades españolas de Coamo encontraron fuerte resistencia en Aibonito y se retiraron después que seis de sus soldados resultaran heridos. Regresaron tres días más tarde reforzados con unidades de artillería. En un ataque sorpresa, el fuego cruzado confundió a los soldados estadounidense que dijeron haber visto refuerzos españoles cerca. En esta acción perdieron los estadounidenses 2 oficiales heridos, 2 soldados muertos y 3 heridos, un total de 7 bajas; los españoles 1 o 2 heridos. 
Todas las acciones militares en Puerto Rico fueron suspendidas el 13 de agosto, después de que el presidente William McKinley y el embajador francés Jules Cambon, en nombre del gobierno español, firmaron un armisticio donde España renunció a su soberanía sobre los territorios de Cuba, Puerto Rico y Filipinas.